# Willi Händler
Willi Händler (* 18. September 1902 in Sorgau, Schlesien; † 9. Juli 1975 in Hamburg-Harburg) war ein deutscher Rennrodler.
Händler wurde als Sohn von Gustav Paul August Händler und Elisabeth Margarete Streit geboren. Er arbeitete als Bäcker in Brückenberg im Riesengebirge.
Willi Händler wurde zwischen 1925 und 1935 mehrfach Deutscher Meister im Rennrodeln:
- 1925 Titisee – Willi Händler (Brückenberg) und im Doppelsitzer: Willi Händler/Robert Liebig (Brückenberg)
- 1926 Schreiberhau – Doppelsitzer: Willi Händler/Robert Liebig (Brückenberg)
- 1927 Hahnenklee – Willi Händler (Brückenberg) und im Doppelsitzer: Willi Händler/Gustav Haase (Brückenberg)
- 1934 Krummhübel – Doppelsitzer: Heinrich Breiter / Willi Händler
- 1935 Schreiberhau – Doppelsitzer: Martin Tietze / Willi Händler